# Юлий Матерн
Вижте пояснителната страница за други личности с името Матерн.
Юлий Матерн понякога също Юлиан Матерн (на латински: Iulius Maternus, Iulianus Maternus) е римски търговец и пътешественик-изследовател през 1 или ранния 2 век.

## Пътешествие до Африка
Около 90 г. Матерн отива от Лептис Магна при Гарамантите. По сведения на гръцкия географ Марин Тирски той пътува четири месеца с царя на гарамантите до една страна Агисимба, където вижда носорози. Понеже по това време в Северна Африка не е имало носорози, се предполага, че вероятно е бил в северната част на езерото Чад в централната част на Африка.